# Samba (dança)

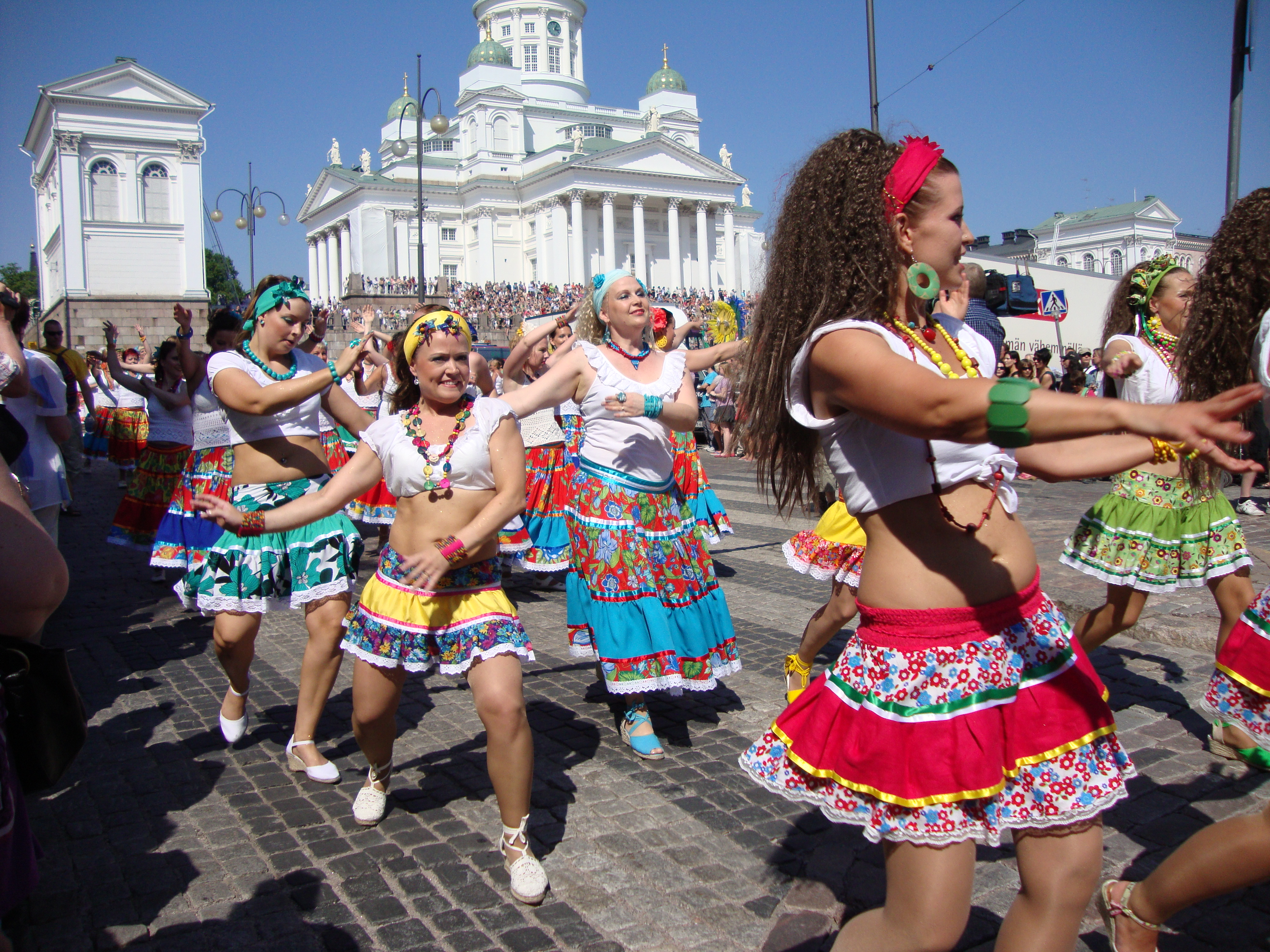
Dançarinos do Carnaval da Finlândia 2011 na Praça do Senado em Helsinque, Finlândia.

O samba é uma forma de dança originária do Brasil. É ligada ao ritmo musical de mesmo nome, e muito praticada por passistas de escolas de samba e em pagodes.
O samba é oriundo do Rio de Janeiro. Deriva de um folguedo que emergiu na Bahia em meados século XIX com notável influência africana, o samba de roda, que por sua vez guarda semelhanças com o coco, dança de roda mais antiga surgida na Capitania de Pernambuco com influências dos batuques africanos e dos bailados indígenas. Em terras fluminenses, o samba de roda criou raízes e se desenvolveu, mesmo sendo perseguido. Durante a década de 1920, por exemplo, quem fosse pego dançando ou cantando samba corria um grande risco de ser preso. Isso porque o samba era ligado à cultura negra, que era malvista na época. Só mais tarde é que ele passou a ser encarado como um símbolo nacional, principalmente no início dos anos 40, durante o governo de Getúlio Vargas. Nessa música brasileira, a harmonia é feita pelos instrumentos de corda, como o cavaquinho e o violão. Já o ritmo é dado, por exemplo, pelo surdo ou pelo pandeiro. Com o passar do tempo, outros instrumentos, como flauta, pandeiro, piano e saxofone, também foram incorporados, dando origem a novos estilos de samba."À medida que o samba evoluiu, ele ganhou novos sotaques, novos modos de ser tocado e cantado. É isso que faz dele um dos ritmos mais ricos do mundo", afirma o músico Eduardo Gudin.

## Samba de gafieira
O samba de gafieira é uma variação do samba no estilo de dança de salão, derivado do maxixe, dançado no início do século XX.

### Programa internacional (syllabus)
O programa padrão de danças utilizado em competições internacionais é chamado de syllabus, (em português: "programa de estudos") sendo a sequência de passos principais e oficiais para um determinado ritmo, escolhidos por uma entidade superior, neste caso a Imperial Society Teachers of Dance (ISTD).
Os syllabus dos ritmos são divididos em três níveis – Bronze, Prata (Silver) e, Ouro (Gold) – em alguns casos os níveis podem ser sub-divididos em sub-níveis – por exemplo Bronze 1, 2, 3 - que equivalem a um grau de exames. No entanto existem níveis superiores, como o Gold Stars, Imperial Awards, Supreme Award, onde é necessário ter o domínio das cinco danças (latinas ou clássicas).
O sylabus de passos oficiais do samba:
- Bronze
  - Básico: Movimentos básicos (Natural, Reverso/Reverse, Lateral/Side e, Progressivo); Whisks (com giro da Dama Underarm Turn ou Lady UAT R&L)[7];Caminhadas (Passeio/Promenade, Lateral/Side e, Estacionário/Stationary);Quicada/Rhythm Bounce.
  - Intermediário: Volta Movements; Travelling Bota Fogos Forward; Criss Cross Bota Fogos (Shadow Botafogos); Travelling Bota Fogos Back; Bota Fogos to Promenade e Counter Promenade Position.
  - Completo: Criss Cross Volta; Solo Spot Voltas; Foot Changes; Shadow Travelling Volta; Reverse Turn; Corta Jaca; Closed Rocks.
- Prata: Open Rocks; Back Rocks; Plait; Enrolando os braços/Rolling off the Arm; Argentine Crosses; Maypole; Shadow Circular Volta.
- Ouro: Contra Bota Fogos; Roundabout; Giro Natural; Giro Reverso; Passeio e Passeio Contrário; Three Step Turn; Samba Locks; Cruzados Walks and Locks.